# Пчеларово (Кырджалийская область)
Пчеларово (болг. Пчеларово) — село в Болгарии. Находится в Кырджалийской области, входит в общину Черноочене. Население составляет 152 человека.

## Политическая ситуация
Кмет (мэр) общины Черноочене — Айдын Ариф Осман (Движение за права и свободы (ДПС)) по результатам выборов в правление общины.